# Steatomys opimus
Steatomys opimus är en gnagare i släktet fettmöss som förekommer i centrala Afrika. Populationen infogades tidvis som underart eller synonym i Steatomys bocagei eller i Steatomys pratensis.

## Utseende
Med en kroppslängd (huvud och bål) av 11,5 till 12,5 cm, en svanslängd av 5,2 till 6,5 cm och en vikt av 30 till 50 g är arten en stor fettmus. Den har 1,8 till 2,0 cm långa bakfötter och 1,7 till 2,0 cm stora öron. Den korta och mjuka pälsen har på ovansidan en gråbrun färg. Huvudet är mer gråaktigt och undersidan, inklusive strupen och läpparna, är vit. De vita tårna är utrustade med vita klor. Hos Steatomys opimus är svansen på ovansidan mörkbrun och på undersidan vit. I motsats till Steatomys bocagei har honor fem par spenar. Liksom andra släktmedlemmar kan Steatomys opimus lagra fett i kroppen och den ser därför tidvis tjock ut.

## Utbredning
Utbredningsområdet sträcker sig från centrala Kamerun över Centralafrikanska republiken till sydvästra Sydsudan samt söderut till norra Kongo-Brazzaville och Kongo-Kinshasa. Habitatet utgörs av fuktiga savanner, ofta i anslut till galleriskogar. Steatomys opimus föredrar områden med tätt och högt gräs samt med termitstackar.

## Ekologi
Individerna är nattaktiva och vistas främst på marken. Det underjordiska boet börjar med en 30 till 50 cm lång tunnel som vid ingången har en diameter av 3 till 4 cm. Sedan följer en klotrund kammare som har en diameter av 10 till 15 cm och som ligger 7 till 15 cm under markytan. Rummet fodras med små bitar av gräs och löv. Bakom rummet ligger en till tre återvändningsgränder som har formen av en snäcklinje och som slutar 70 till 100 cm under markytan. Dessa gångar kan vara fyllda med lös sand. Boet placeras ofta i en gammal termitstack eller i jordhögen bredvid jordsvinets näste. Steatomys opimus ockuperar inte bon som innan tillhörde andra gnagare.
De flesta exemplaren stannar hela dygnet i boet när vädret är kyligt. Kroppstemperaturen kan sjunka från cirka 34 °C till cirka 23 °C när individen vilar. Steatomys opimus intar ett hängigt tillstånd som liknar torpor. Födan utgörs främst av termiter eller av myror. Ibland äts andra insekter eller frön.
Individerna lever ensam när honan inte är parningsvillig. Fortplantningen sker antagligen under regntiden mellan juni och december. Honor med 2 eller 3 ungar som var lika gamla registrerades i boet. Uppskattningsvis sker den första parningen ett år efter födelsen.

## Bevarandestatus
Regionens lokalbefolkning fångar flera individer som mat. Andra hot mot beståndet saknas. IUCN listar arten som livskraftig (LC).